# Verlag Karl J. Trübner

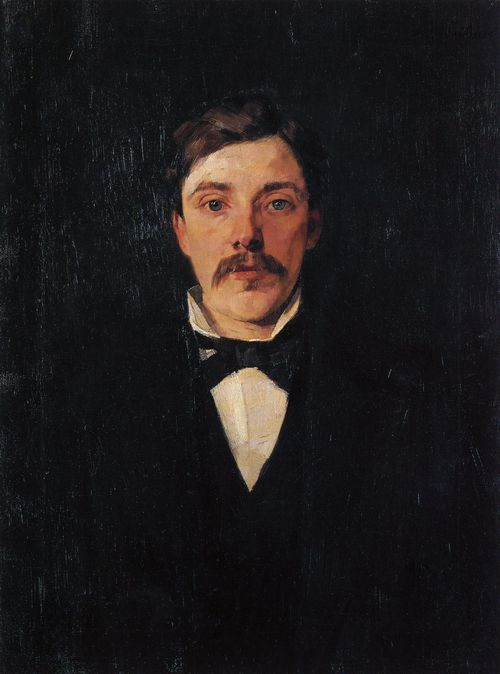
Karl Ignaz Trübner, Gemälde seines Bruders Wilhelm Trübner

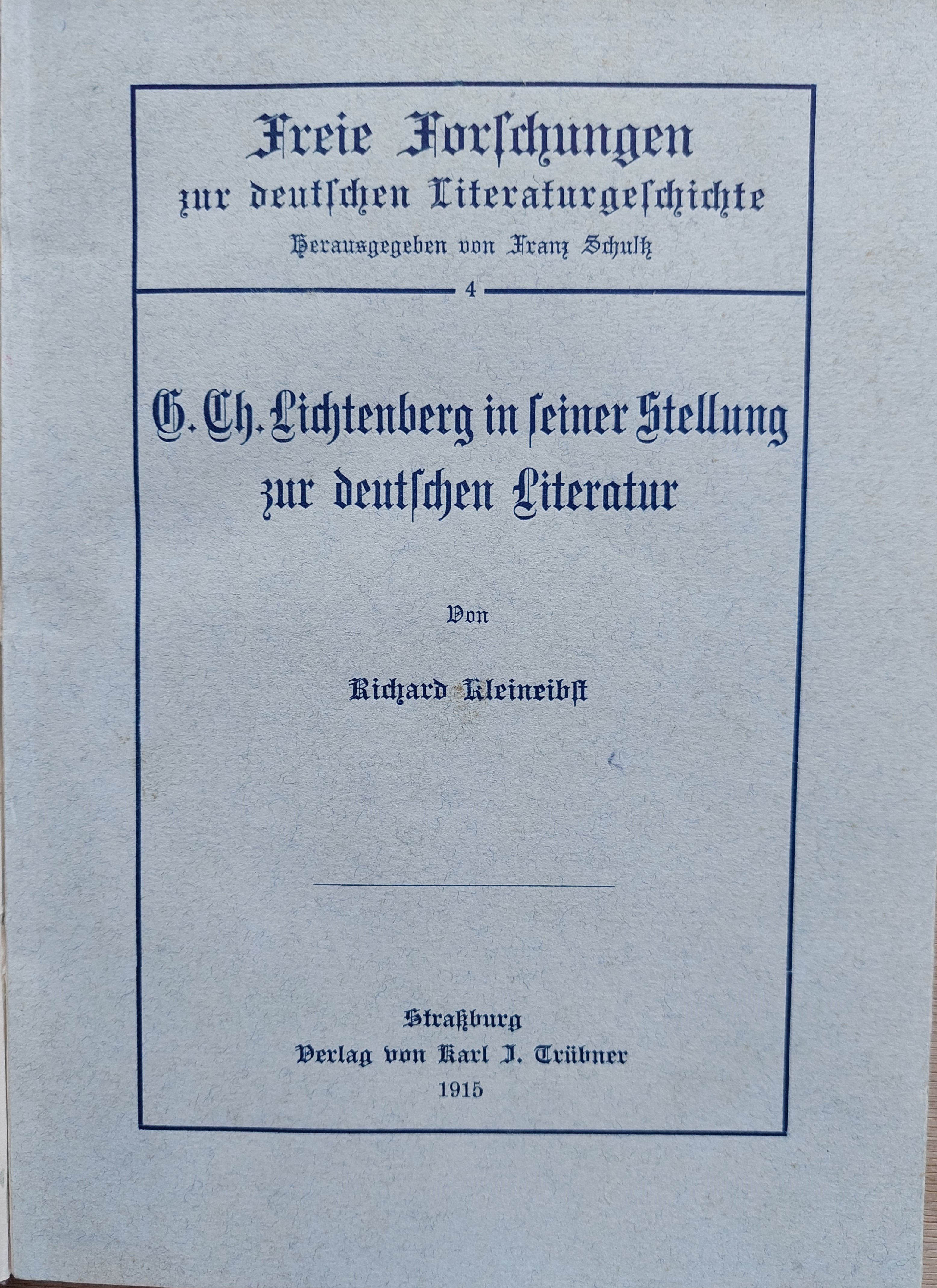
Franz Schultz, Herausgeber: Freie Forschungen zur deutschen Literaturgeschichte, bei Karl J. Trübner in Straßburg

Der Verlag Karl J. Trübner war ein deutscher Wissenschaftsverlag in Straßburg, der von 1872 bis 1918 bestand.

## Geschichte
Der Verlag wurde 1872 von Karl Ignaz Trübner, dessen Onkel der Verleger und Buchhändler Nikolaus Trübner war, in Straßburg gegründet. Die Verlagsgründung erfolgte im Zusammenhang mit der Neueröffnung der Universität Straßburg als Kaiser-Wilhelm-Universität, die das neue reichsdeutsche Elsass repräsentieren sollte. Dementsprechend lag der Schwerpunkt des Verlagsprogramms auf Alsatica. Weitere Schwerpunkte bildeten die Sprachwissenschaft, insbesondere germanische Philologie und Altertumskunde.
Trübners Deutsches Wörterbuch (Bd. 1 bis 4 (1939 bis 1943), hrsg. von Alfred Götze, Bd. 5 bis 8 (1954 bis 1957), hrsg. von Walther Mitzka) erhielt seinen Titel zu Ehren des Verlagsgründers Karl J. Trübner.
Der Berliner Verleger Walter de Gruyter wurde 1906 Teilhaber und 1907 alleiniger Eigentümer des Verlages. 1919 entstand durch Zusammenschluss mit weiteren Verlagen die Vereinigung wissenschaftlicher Verleger, Walter de Gruyter & Co., aus der 1923 der Verlag Walter de Gruyter & Co. hervorging.

## Wichtige Publikationen des Verlages
- Jahrbuch der gelehrten Welt. Minerva (1881ff.)
- Friedrich Kluges Etymologisches Wörterbuch der deutschen Sprache (1884; 25. Auflage 2011)
- Karl Brugmanns Grundriß der vergleichenden Grammatik der indogermanischen Sprachen (5 Bde., 1897–1900, mehrere Überarbeitungen, letzter Nachdruck 1970)
- Illustrierte Aeronautische Mitteilungen (1897–1907)